# Melhores do Ano de 1999
Melhores do Ano de 1999

26 de dezembro de 1999
Melhores do Ano 

← 1998 ·  2000 →
O Melhores do Ano de 1999 foi a 4ª edição dos Melhores do Ano, prêmio entregue pela emissora de televisão brasileira TV Globo aos melhores artistas e produções da emissora.
Nessa edição, assim como nas anteriores, os vencedores eram escolhidos pelos funcionários da TV Globo. A partir da 7ª edição, em 2002, os funcionários da Globo escolhem os 3 finalistas e o público, através da internet ou do telefone, escolhe os vencedores.

## Premiados
Os vencedores estão em negrito.
| Melhor Ator                           | Melhor Atriz                                            |
| ------------------------------------- | ------------------------------------------------------- |
| - Marco Nanini - (Andando nas Nuvens) | - Malu Mader - (Força de um Desejo)                     |
| Melhor Ator Coadjuvante               | Melhor Atriz Coadjuvante                                |
| - Antonio Calloni - (Terra Nostra)    | - Lu Grimaldi - (Terra Nostra)                          |
| Melhor Ator Revelação                 | Melhor Atriz Revelação                                  |
| - Thiago Lacerda - (Terra Nostra)     | - Maria Fernanda Cândido - (Terra Nostra)               |
| Destaque do Ano                       | Melhor Humorista                                        |
| - André Luiz Miranda - (Terra Nostra) | - Cláudia Rodrigues - (Escolinha do Professor Raimundo) |
| Melhor Cantor                         | Melhor Cantora                                          |
| - Agnaldo Rayol                       | - Gal Costa                                             |
| Revelação Musical                     | Música do Ano                                           |
| - Mano Júnior                         | - "Sozinho", Caetano Veloso                             |
| Melhor Grupo Musical                  | Disco do Ano                                            |
| - Raimundos                           | - Leonardo                                              |
| Dupla do Ano                          |                                                         |
| - Sandy & Junior                      |                                                         |